# Eustoquio Díaz Vélez (hijo)
Eustoquio Díaz Vélez (Buenos Aires, 27 de noviembre de 1819-Buenos Aires, 7 de junio de 1909), fue un importante estanciero de la provincia de Buenos Aires, Argentina, y el tercer y único hijo varón de Eustoquio Díaz Vélez.

## Nacimiento y familia
Eustoquio Díaz Vélez (hijo), nació en Buenos Aires, el 18 de noviembre de 1819 y fue el menor y único varón de los tres hijos de Eustoquio Díaz Vélez, quien había sido impulsor de la Revolución de Mayo[cita requerida] y uno de los principales soldados defensores de la Independencia Argentina durante el proceso de emancipación que se terminó con la emancipación del Virreinato del Río de la Plata de la corona de España. Su madre fue Carmen Guerrero y Obarrio. 
Eustoquio hijo fue bautizado el 13 de diciembre de 1819 y tuvo dos hermanas mayores: Carmen Díaz Vélez y Manuela Díaz Vélez.
Su nacimiento coincidió con el momento en que, lograda la independencia de las Provincias Unidas del Río de la Plata, comenzaban paralelamente las guerras civiles. En 1852 y que permitió la inmediata organización nacional a través de la sanción de la Constitución Argentina de 1853, que dio comienzo a la época constitucional de Argentina.
Se casó con Josefa Cano y Díaz Vélez, su sobrina e hija de su hermana Carmen y de su esposo Juan del Monumento Cano, rico estanciero de la zona de Rojas. Tuvo dos hijos: Carlos Díaz Vélez y Eugenio Díaz Vélez.

## Obra
Integró el colegio electoral por la Provincia de Buenos Aires, en la sesión del 12 de junio de 1868, y -como elector- votó por su amigo Domingo Faustino Sarmiento para Presidente de la República, haciendo lo propio con el doctor Adolfo Alsina para Vicepresidente, cargos que éstos desempeñaron por el período 1868-1874. 
Fue diputado por la 5° sección por la Campaña de la Provincia de Buenos Aires hasta el 25 de octubre de 1869, fecha en que terminó su mandato. Tuvo una destacada participación en los  funerales del senador al Congreso Argentino por esa provincia, doctor Valentín Alsina y en la erección de su monumento fúnebre en el Cementerio de la Recoleta.
Fue gran terrateniente de la provincia de Buenos Aires. Heredó de su padre su hijuela de sus campos "Rincón de Quequén" y "Campos de Díaz Vélez", ubicados -ambos- en el partido de Necochea y junto a su familia obtuvo la propiedad, por compra, luego de un largo pleito contra el estado, de la estancia "El Carmen", ubicada en los partidos de Rauch y de Ayacucho. Fue miembro de la Sociedad Rural Argentina. 
El 27 de septiembre de 1871 participó de las reuniones de los estancieros que trataron el problema del indio, el que era una de los principales temas de la opinión pública nacional de entonces. Las cuestiones que los hacendados solicitaron, tanto a las autoridades nacionales como a las provinciales fueron: el avance de la frontera, alejando a los indios más allá del Río Negro; la provisión de los elementos necesarios para garantizar su defensa eficaz y que se pusiera en seguridad la vida y la propiedad de los vecinos de la campaña, como en el caso de la frontera Sud y en la Costa Sud; y el cumplimiento del Poder Ejecutivo Nacional de los tratados celebrados con los indios amigos por los que se obligaban a darles raciones trimestrales de ganados, lo que si bien no evitaba las invasiones, las tendía a disminuir -tal el caso de los caciques Calfucurá y Catriel-. A tales fines la Sociedad Rural Argentina nombró una Comisión integrada por Eustoquio Díaz Vélez, Mariano Roldán, Samuel Roseti, Calisto Moujan, Juan Cobo, Álvaro Barros y Pedro Elizalde. 
En 1872 recibió de la Sociedad Rural Argentina, semillas de pino marítimo de Portugal, que habían sido obsequiadas por Christiano Junior. La finalidad era el desarrollo de la incipiente forestación de sus campos  lindantes al Mar Argentino en Necochea.
Díaz Vélez sumó a su ya extensa estancia "El Carmen", la adquisición de la mayoría de los lotes de la  testamentaría de su hermana Carmen, en sus campos de "El Carmen", conjunto con lo que formó una estancia modelo en la zona. Repobló sus campos con miles de cabezas de ganado lanar y vacuno, iniciando la mejora de las razas e introduciendo el alambrado y el molino en sus establecimientos agropecuarios, que se vieron mejorados con la llegada del ferrocarril que une la Estación Constitución con Tandil, que además de cruzar esta propiedad rural, tenía en la Estación Egaña, edificada en 1891, el lugar por donde entraban y salían los principales productos estancieros y del comercio. La llegada del telégrafo impulsó las comunicaciones de la estancia.   
Hacia 1880 fijó su domicilio familiar en su residencia ubicada en la Avenida Montes de Oca al 110, en el porteño barrio de Barracas, con un gran parque que rodeaba la construcción y que posteriormente fuera el Palacio Díaz Vélez.
Participó, en su carácter de deudo de los próceres de la Independencia Argentina, en la repatriación de los restos del general José de San Martín, los cuales arribaron a Buenos Aires el 28 de mayo de ese año.
En septiembre de ese año, al iniciarse los debates legislativos sobre la cuestión de la Capital Federal que culminaron con la Federalización de Buenos Aires, debido a su arraigo social en la ciudad, Eustoquio (h) integró la Comisión Municipal creada por decreto presidencial -en  la que participaron además, otras personalidades notables y muy conocidas como José María Bosch y Antonio Devoto- y que fue presidida por Torcuato de Alvear. Sus intervenciones auguraron una nueva forma de proceder respecto de la temprana cuestión social respecto a lo que consideraba los nuevos "males sociales". El espíritu de mejora constante contribuyó a que rápidamente se encausara la situación económica citadina lo que permitió, a partir de 1883, el inicio de importantes trabajos en los servicios públicos y en el embellecimiento de la ciudad.
Como consecuencia de la fundación de la ciudad de La Plata como la nueva capital de la Provincia de Buenos Aires, Eustoquio Díaz Vélez contribuyó con donaciones para construir el asilo de huérfanos, la casa de niños expósitos y el cementerio.
Siempre se mantuvo vinculado a las élites de la época pero más que nada a los principios y valores que, a su entender, engrandecían a la patria y, merced a su trabajo y a su febril actividad construyó una importante fortuna. [cita requerida]
Si bien se dedicó a la actividad pública a través de actividades urbanísticas y educativas en Buenos Aires, también puso su atención en sus intereses privados de sus campos limítrofes con el recién fundado pueblo de Necochea y el Mar Argentino.  Allí, imitando a la recién fundada Mar del Plata, comenzó la construcción de una villa balnearia para que fuese un lugar de turismo para los primeros veraneantes de Argentina. Reproducía así las tendencias europeas y americanas de fines del siglo XIX. 
Hasta fines del siglo XIX el pueblo de Necochea no contaba con un hospital para la atender las necesidades de la salud pública. La colaboración de Eustoquio (h) con ideas y sustanciosos aportes fue determinante para iniciar su construcción. El 12 de octubre de 1896, se colocó la piedra fundamental del primer hospital local con que contó Necochea, que llevó el nombre de Hospital "Díaz Vélez" y que fue demolido en 1979. [cita requerida]

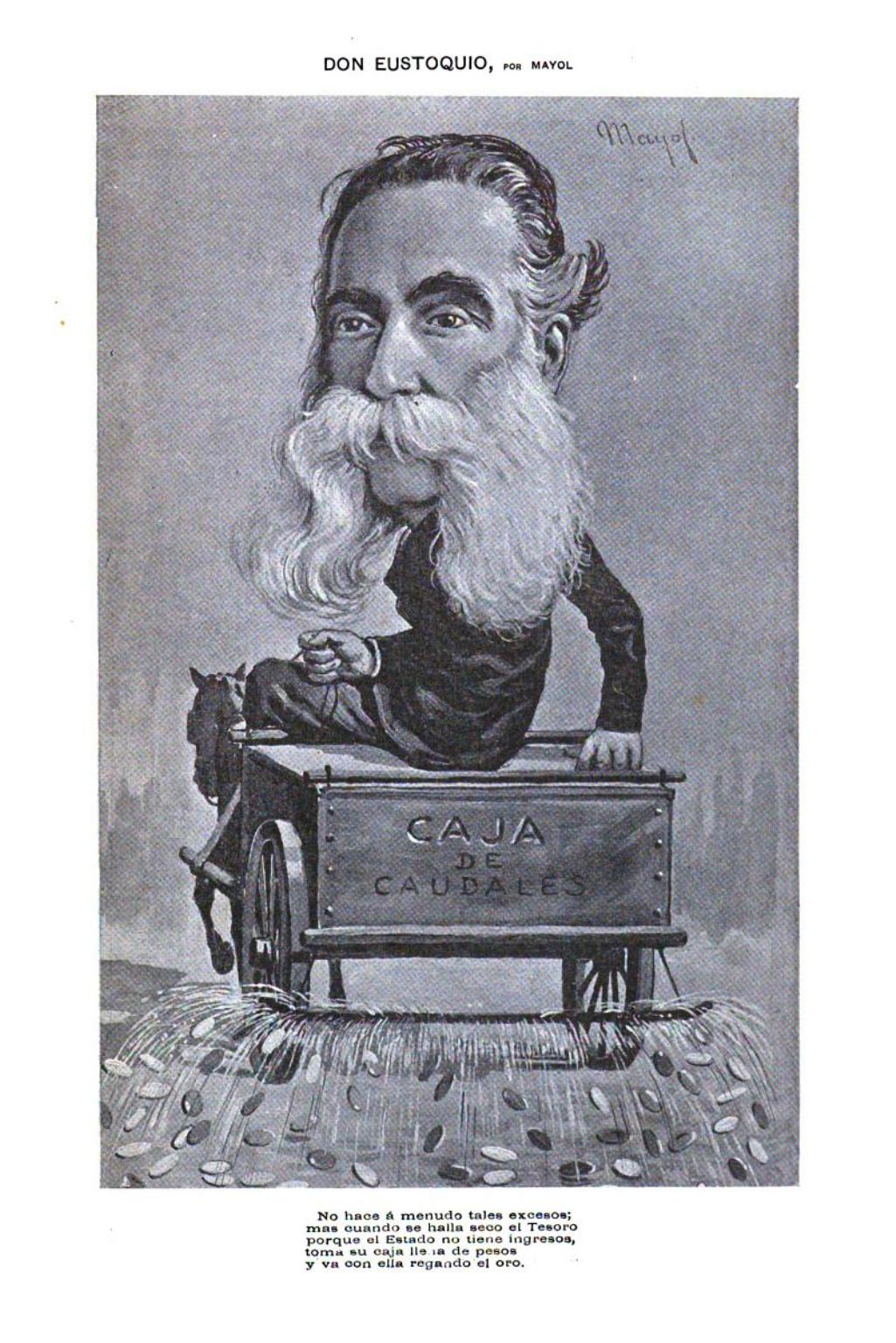
Retratado por Mayol en la revista Caras y Caretas (1898)

Durante la crisis de finales del siglo XIX ofreció a la Nación un millón de pesos para contribuir a zanjar los compromisos de la hacienda pública. Este préstamo a  fue aceptado por un decreto del presidente José Evaristo de Uriburu quien, al superar el peligro, devolvió la colaboración el 6 de abril de 1898.    [cita requerida]
En junio de 1900 fue designado vicepresidente de la comisión ejecutiva que erigió el monumento funerario del expresidente Sarmiento en el Cementerio de la Recoleta.
En Buenos Aires, sus ideales de progreso también lo impulsaron a encarar proyectos edilicios[cita requerida]. Así construyó el Palacio Vera, ubicado en el 767-77 de la recién levantada Avenida de Mayo, la más moderna, aristocrática y cosmopolita vía de Buenos Aires. Para su edificación contrató al ingeniero arquitecto Arturo Prins y al arquitecto Oscar Ranzenhofer. Eustoquio no alcanzó a ver inaugurado el bello edificio estilo art nouveau ya que falleció en 1909 y su inauguración fue planificada para 1910, para los festejos conmemorativos del Centenario Argentino de la Revolución de Mayo. Empero fue la infanta Isabel de Borbón, representando al Reino de España, quien tuvo el honor de inaugurar el Palacio.
Eustoquio fue elegido dos veces presidente del Club del Progreso, el más antiguo en su género de la República y lugar de reunión de la élite porteña.

## Fallecimiento

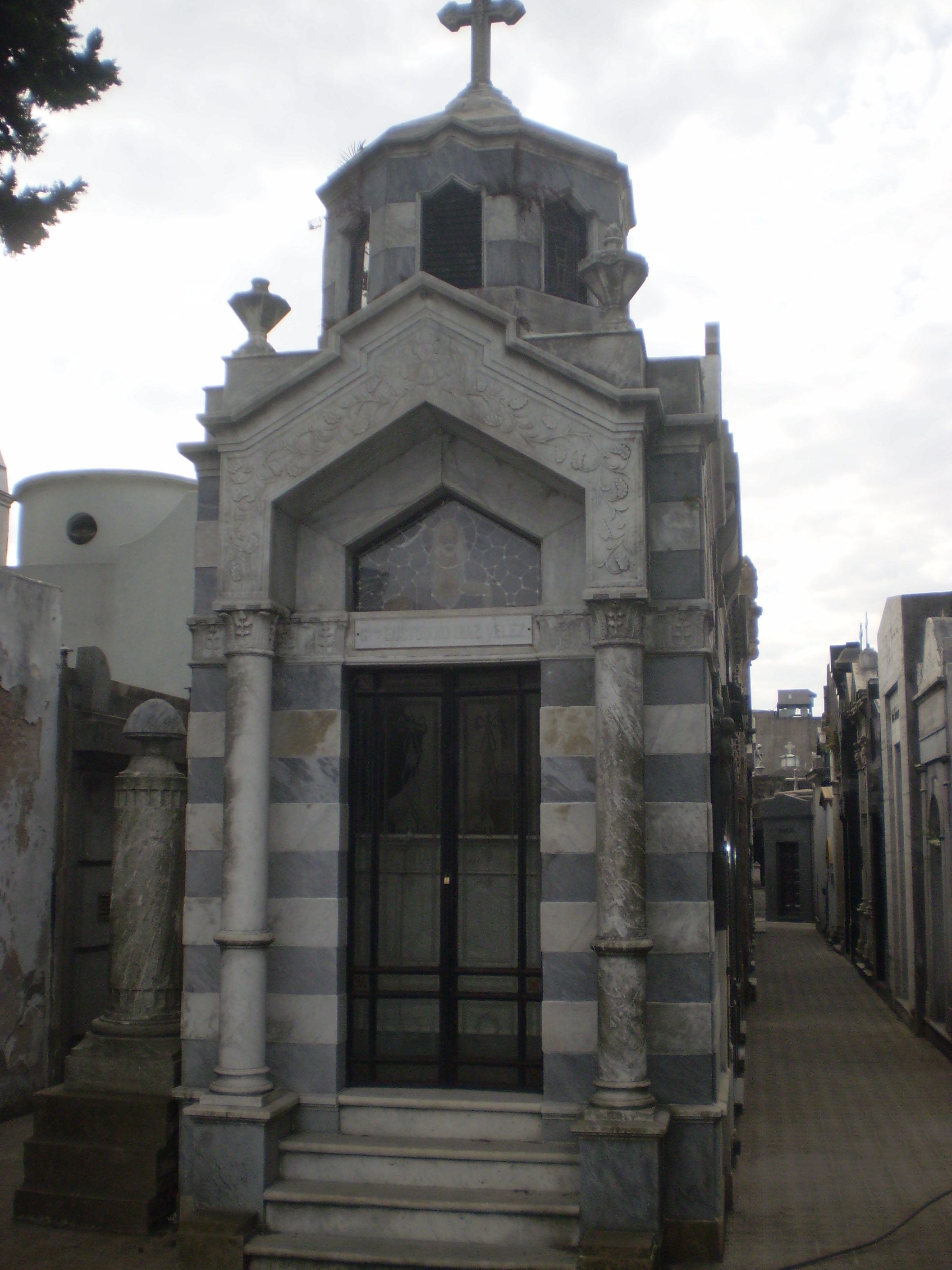
Bóveda de la familia Díaz Vélez en el Cementerio de la Recoleta.

Eustoquio Díaz Vélez falleció en Buenos Aires, el 7 de junio de 1909. Sus restos descansan en la bóveda de Eustoquio Díaz Vélez, que se encuentra localizada en el Cementerio de la Recoleta en la ciudad de Buenos Aires y que es Monumento Histórico Nacional por decreto número 3039 del año 1946 del Poder Ejecutivo Nacional.